# ۷ ربیع‌الاول
۷ ربیع‌الاول، هفتمین روز از ماه ربیع‌الاول در تقویم هجری قمری است.
در تقویم هجری قمری قراردادی این روز شصت و ششمین روز سال است.